# Luján de Cuyo megye
Luján de Cuyo egy megye Argentína nyugati részén, Mendoza tartományban. Székhelye Luján de Cuyo.

## Földrajz
Területe 4847 km², székhelye pedig Luján de Cuyo, amely körülbelül 1107 km-re található a fővárostól, Buenos Airestől.

## Népesség
A megye népessége a közelmúltban a következőképpen változott:
| Év   | Lakosság |
| ---- | -------- |
| 2001 | 103 824  |
| 2010 | 119 888  |